# Olimpiade d'Epiro
Olimpiade (in greco antico: Ὀλύμπιας?, Olýmpias; Epiro, 375 a.C. circa – Pidna, 316 a.C.) è stata una principessa epirota, moglie di Filippo II di Macedonia e madre di Alessandro Magno.

## Biografia

### Origini familiari
Nacque con il nome di Myrtale, nel 375 a.C. da Neottolemo I re dell'Epiro, secondo il mito erede della stirpe di Molosso, a sua volta diretto discendente secondo il mito di Neottolemo (figlio di Achille) e di Andromaca (moglie di Ettore).
Orfana del padre, il fratello di questi, Aribba, suo successore, a suggello di accordi diplomatici, diede in sposa la nipote sedicenne a Filippo II di cui sarebbe divenuta la terza moglie.

### Matrimonio con Filippo e rapporti con i figli
Secondo Plutarco, Filippo aveva conosciuto Olimpiade e se ne era innamorato, pur essendo comunque un matrimonio politico, ad una celebrazione dei culti misterici del Santuario dei Grandi Dei di Samotracia.
Istruita da Aristotele, Olimpiade fu esiliata dal marito nel 357 a.C. per dissidi; poco dopo, tuttavia, ella fu richiamata a Pella perché incinta. Ebbero due figli comprovati: il primogenito ed erede Alessandro (nato nel 356 a.C.) e Cleopatra.
Nello stesso anno della nascita del figlio Alessandro, Filippo II le impose il nome Olimpiade, con cui è universalmente nota, a seguito della sua vittoria nei giochi olimpici tenuti proprio in quel periodo.

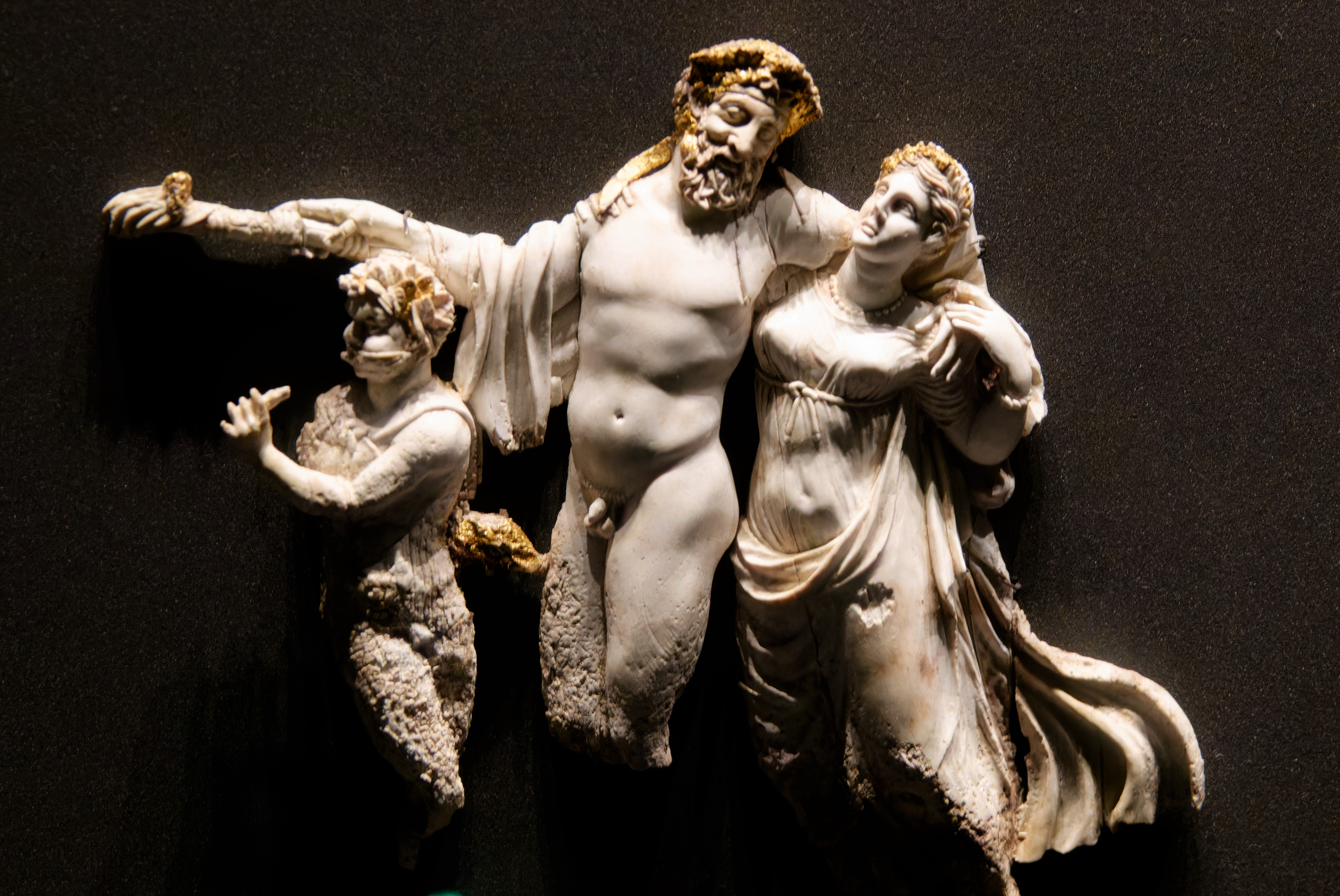
Rilievo ritraente forse Filippo e Olimpiade nelle vesti di Dioniso e Arianna con Pan, ritrovato nei sepolcri reali di Ege, presso la tomba di Filippo II.

Quanto alla nascita del primogenito, cui fu molto legata, si riportano numerose leggende, esposte sinteticamente da Plutarco, secondo cui Olimpiade non avrebbe generato Alessandro da Filippo bensì da Zeus, in forma di serpente o che, in ogni caso, fosse solita praticare riti orfici e dionisiaci tipici delle popolazioni degli Edoni e dei Traci e che nelle processioni portasse grandi serpenti addomesticati. 
Anche Filippo II avrebbe partecipato a tali riti e lì sarebbe stato generato Alessandro. Secondo una voce in voga durante il regno di Tolomeo I, Olimpiade avrebbe concepito il conquistatore unendosi al faraone Nectanebo II.

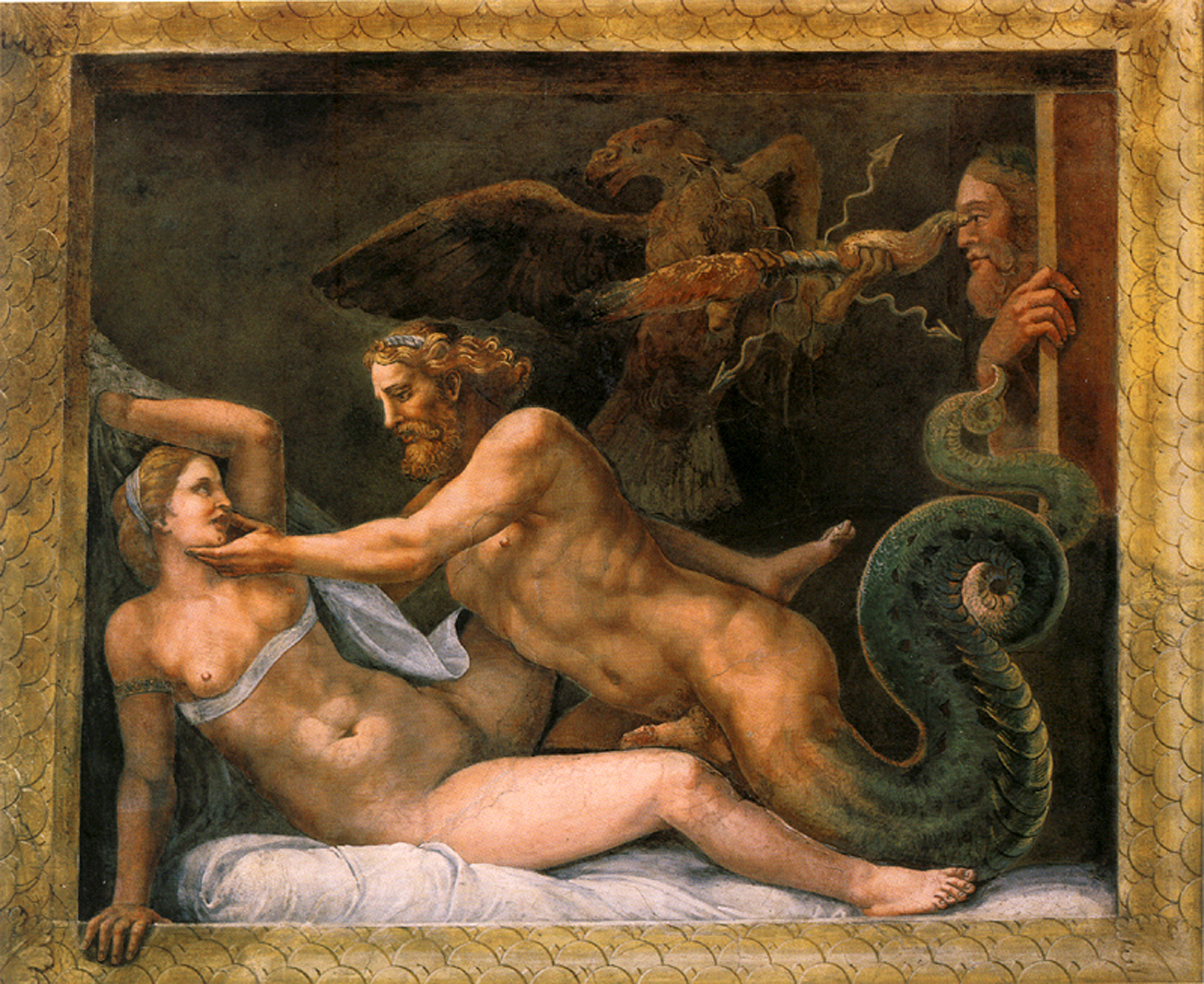
Zeus seduce Olimpiade, assunta la forma di un serpente, mentre l'aquila del dio acceca temporaneamente Filippo perché non veda. Affresco di Giulio Romano, Mantova, Palazzo Te.

Sempre Plutarco ricorda quanto Alessandro fosse solito propagandare la diceria di essere figlio di Zeus che, a tale proposito, Olimpiade protestava: "Quando la smetterà Alessandro di calunniarmi di fronte a Era?".
Se il rapporto con il marito Filippo non fu mai positivo, sia per la poligamia da lui praticata, sia per i riti dionisiaci, cui Olimpiade era devota e da cui Filippo poi si allontanò, quello con il figlio primogenito fu estremamente profondo: quest'ultimo, infatti, mutuò da lei la spiritualità intrisa di passionalità, la tensione mistica, l'ansia sempre inappagata di spingersi "oltre".

### Ritorno in Epiro e assassinio di Filippo
In ogni caso, la situazione familiare degenerò quando Filippo decise di sposare Cleopatra Euridice, figlia del generale Attalo ed in quanto tale membro della più antica nobiltà macedone.
Al matrimonio, Attalo offese Alessandro il quale prese apertamente le parti della madre e con costei fuggì alla corte dello zio Alessandro I, fratello minore di Olimpiade.
Durante la permanenza in Epiro, la regina, dopo aver tentato di indurre il fratello ad impegnarsi in un conflitto con la Macedonia, continuò a capeggiare gli interessi della fazione vicina al figlio per poi negoziare un matrimonio con la figlia di Pissodaro, sovrano di Alicarnasso che irritò non poco Filippo, impegnato nei preparativi della spedizione in Asia.
Dopo un anno, Alessandro fu richiamato mentre Olimpiade continuò a risiedere in Epiro finché, nel 336 a.C., al matrimonio tra Alessandro I d'Epiro e Cleopatra, figlia di Olimpiade e Filippo II, il re fu ucciso da una sua guardia del corpo, Pausania di Orestide.
Tale delitto, certamente premeditato data la presenza di cavalli che avrebbero dovuto permettere la fuga di Pausania, vide forse la connivenza di Olimpiade come suggerisce apertamente lo storico Diodoro Siculo ricordando che Olimpiade stessa commissionò un monumento in onore di Pausania.

### Durante il regno di Alessandro

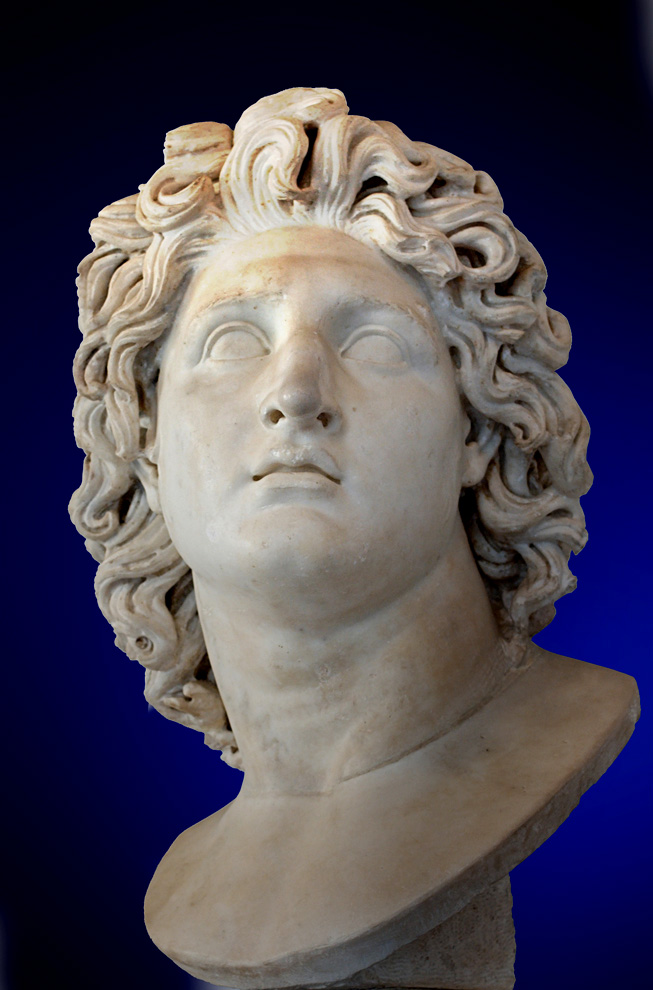
Alessandro Magno ritratto come il dio Elio.

Alla morte del padre, Alessandro venne acclamato dall'esercito come nuovo re di Macedonia. Olimpiade collaborò con il figlio all'eliminazione dei possibili rivali al trono: furono uccisi circa quindici presunti rivali; Olimpiade costrinse al suicidio la nuova moglie del marito, Cleopatra Euridice, e ne fece eliminare i figli Europa e Carano. Lo storico Peter Green è fermamente convinto del fatto che fu Alessandro a decidere la morte di Carano, in quanto ne temeva la "legittimità", ma che l'uccisione di Europa e Cleopatra Euridice siano da attribuirsi ad una vendetta di Olimpiade. Non è chiaro però se Carano fosse un figlio neonato di Euridice o il primogenito adulto di Filippo.
Quando le città greche si ribellarono, Olimpiade ebbe contrasti con il figlio per ragioni non chiare tanto che, anche quando, nel 335 a.C., lo aiutò a reprimere la ribellione, Alessandro decise comunque di allontanare dal potere la madre.
Infatti, nei dodici anni in cui Alessandro fu impegnato in Asia fino alla sua morte, il re affidò il governo del regno di Macedonia ad un reggente, Antipatro e, sebbene intrattenesse frequenti rapporti epistolari con la madre, rifiutò di ascoltare i consigli in merito ai propri amici personali, specialmente Efestione, né le permise di interferire nelle competenze di Antipatro.
In ogni caso i rapporti tra la regina madre ed il reggente erano pessimi e assai spesso riportavano ad Alessandro pressanti lamentele sul conto dell'altro e che Alessandro cercava di ignorare sebbene un giorno, dopo aver letto una missiva di Antipatro, particolarmente aspra nei confronti di Olimpiade, esclamasse: "Antipatro non sapeva che una sola lacrima di madre cancella diecimila lettere (come quella)"
Negli ultimi mesi di vita, però, il re cominciò a diffidare dei propri amici e per fare cessare le frizioni continue tra Antipatro e Olimpiade che, spalleggiata dalla figlia Cleopatra, lo aveva esautorato dal governo, decise di sostituirlo con Cratero.
La morte di Alessandro, tuttavia, il 10 o l'11 giugno del 323 a.C., in cui, peraltro, la regina sospettava un coinvolgimento di Antipatro (tramite il figlio Iolao, capo dei coppieri di corte), causò un inatteso e profondo cambio di regime che permise ad Antipatro di conservare il proprio potere.

### Dopo la morte del figlio
Alla morte di Alessandro, infatti, i suoi generali, anche per via dei dissensi sorti tra la truppa, con l'accordo di Babilonia, nominarono come sovrano, Filippo Arrideo, fratellastro di Alessandro Magno ed, essendo questi debole di mente, elessero come reggente Perdicca per poi dividersi il governo delle diverse satrapie. Al contempo fu elevato al trono il figlio neonato di Alessandro Magno e Rossane, Alessandro IV di Macedonia.

#### Guerra lamiaca
Con tale accordo, Antipatro ottenne il controllo completo della Macedonia e della Grecia e pertanto Olimpiade ritenne prudente rifugiarsi in Epiro presso suo cugino Re Eacide (il padre di Pirro). Nel 322 a.C., allo scoppio della Guerra lamiaca, tentò di indurre Eacide ad unirsi alla lega greca contro Antipatro; non avendo successo, indusse Leonnato, dietro la promessa della mano della principessa Cleopatra, sorella di Alessandro Magno ad ostacolare Antipatro.
La vittoria di Antipatro e Cratero sui greci e la morte di Leonnato indussero la regina a cambiare progetti e a volgere la propria attenzione su Perdicca cui fece la stessa promessa fatta a Leonnato per impedire che questi si maritasse con Nicea, figlia di Antipatro.
Anche questo progetto, tuttavia, fallì per la morte di Perdicca (321 a.C.) per mano dei suoi stessi ufficiali mentre era intento in una spedizione militare contro Tolomeo che cercava divincolarsi dal potere centrale.

#### Appoggio a Poliperconte
Pertanto Olimpiade fu costretta a restare in Epiro fino alla morte dell'ormai anziano Antipatro, avvenuta nel 319 a.C.. In ogni caso il suo nome contava ancor molto in Macedonia ed il nuovo reggente, Poliperconte, tentò di rafforzare la propria posizione, insidiata da Cassandro, figlio di Antipatro, invitando la regina a tornare a Pella insieme al nipote Alessandro, il figlio di Rossane. Olimpiade, però, seguendo il consiglio di Eumene di Cardia, rimase in Epiro anche se non lesinò appoggi a Poliperconte e allo stesso Eumene.

#### Ritorno in Patria
Dopo tre anni di stasi, tuttavia, la regina, che temeva l'ambizione di Euridice II, e la riteneva un pericolo per Alessandro IV, decise di scendere in campo personalmente, alla testa di un esercito fornitole dal cugino Eacida, contro Cassandro e Filippo Arrideo: l'esercito macedone rifiutò di combattere contro la madre e il figlio di Alessandro Magno e così Olimpiade poté catturare ad Anfipoli Arrideo e la moglie Euridice II Adea (nipote di Filippo II) che prontamente furono assassinati insieme a Nicanore, fratello di Cassandro e a centinaia dei loro seguaci. Mentre Filippo III fu immediatamente eliminato, Euridice fu imprigionata e poco dopo costretta al suicidio da Olimpiade.. Olimpiade si aggiunse l'epiteto di Stratonice in seguito alla vittoria contro l'esercito di Euridice.

#### Assedio di Pidna e morte
Il suo successo fu di breve durata poiché la feroce repressione di ogni opposizione alienò il consenso dei macedoni ed indusse Cassandro, intento ad assediare la città di Tegea, a ritornare in Macedonia. Olimpiade, allora, insieme a Rossane e Alessandro IV, sconfitta a Pidna, si rinchiuse nella città confidando di resistere fino all'arrivo di rinforzi.
Cassandro, tagliate tutte le vie di soccorso, pose l'assedio a Pidna finché la popolazione della città, dopo aver subito un durissimo inverno ed una forte carestia, indusse Olimpiade ad arrendersi nella primavera del 316 a.C. alla condizione di aver salva la vita, e per proteggere il giovane nipote.

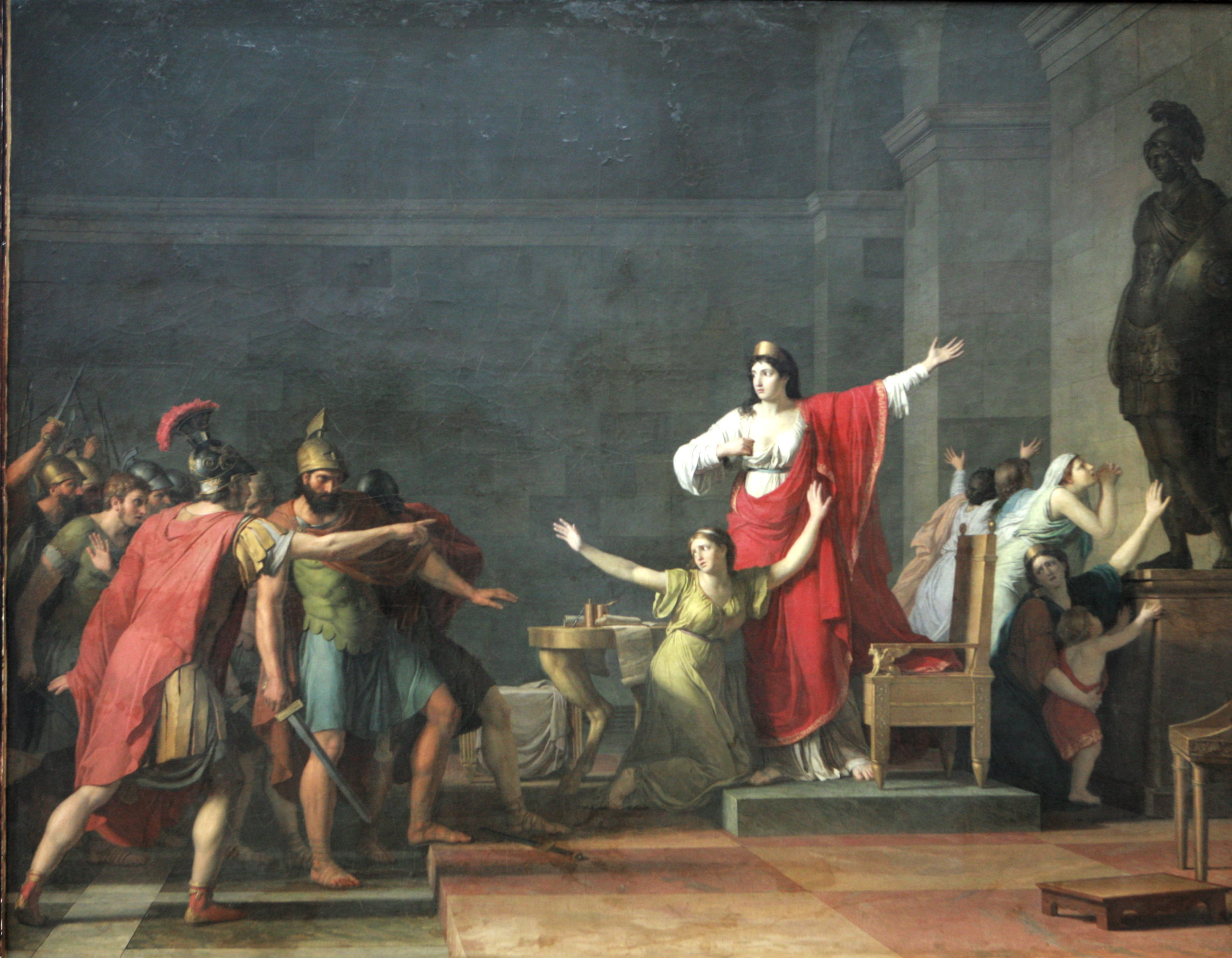
La morte di Olimpiade su ordine di Cassandro

Cassandro, tuttavia, violando i patti, convocò un'assemblea affinché giudicasse la regina madre per il regicidio di Filippo Arrideo. L'assemblea, senza aver fissato ad Olimpiade alcuna udienza per discolparsi delle accuse, la condannò a morte. La regina protestò duramente e chiese di poter essere ascoltata, ma Cassandro, temendone l'ascendente, inviò un drappello di soldati e di parenti di coloro che Olimpiade aveva fatto giustiziare, ordinandone l'uccisione.
Secondo alcuni, allora, vista l'impossibilità di salvezza, Olimpiade scelse il suicidio ma Giustino, in disaccordo, afferma che avrebbe affrontato con grande dignità sia la folla dei Macedoni aizzatale contro da Cassandro, sia i sicari inviati da questi ad ucciderla, i quali, cedendo al suo contegno e al rispetto per lei si rifiutarono di eseguire l'ordine, non volendo levare le armi contro la madre di Alessandro; sia infine parenti di coloro che aveva fatto uccidere, i quali mandati anch'essi da Cassandro, infine la assassinarono per strangolamento o a colpi di pietre.
Infine, per ordine di Cassandro, non ebbe pubblici funerali. Non essendo probabilmente stata cremata, è possibile che uno degli scheletri trovati nella grande tomba di Kasta ad Anfipoli, identificato con una donna di circa 60 anni, possa essere quello di Olimpiade. Recuperato il corpo, Cassandro, che pochi anni dopo eliminò sia Alessandro IV che Rossane facendoli avvelenare, assumendo il titolo di re, lo avrebbe fatto seppellire con altri in privato, nel tumulo probabilmente già eretto per Alessandro stesso (sepolto però in Egitto per volontà di Tolomeo I) o come memoriale di Efestione, come gesto di distensione verso i nostalgici della famiglia reale Argeade di cui faceva parte la sua stessa moglie Tessalonica.

## Nella cultura di massa
- Nel film Alexander (2004), Olimpiade è stata interpretata da Angelina Jolie.